# Chiesa di Santa Margherita (Vernazza)
La chiesa di Santa Margherita è un luogo di culto cattolico situato nel comune di Vernazza, in via Ettore Vernazza, in provincia della Spezia. La chiesa è sede dell'omonima parrocchia del vicariato della Riviera della diocesi della Spezia-Sarzana-Brugnato.

## Storia e descrizione

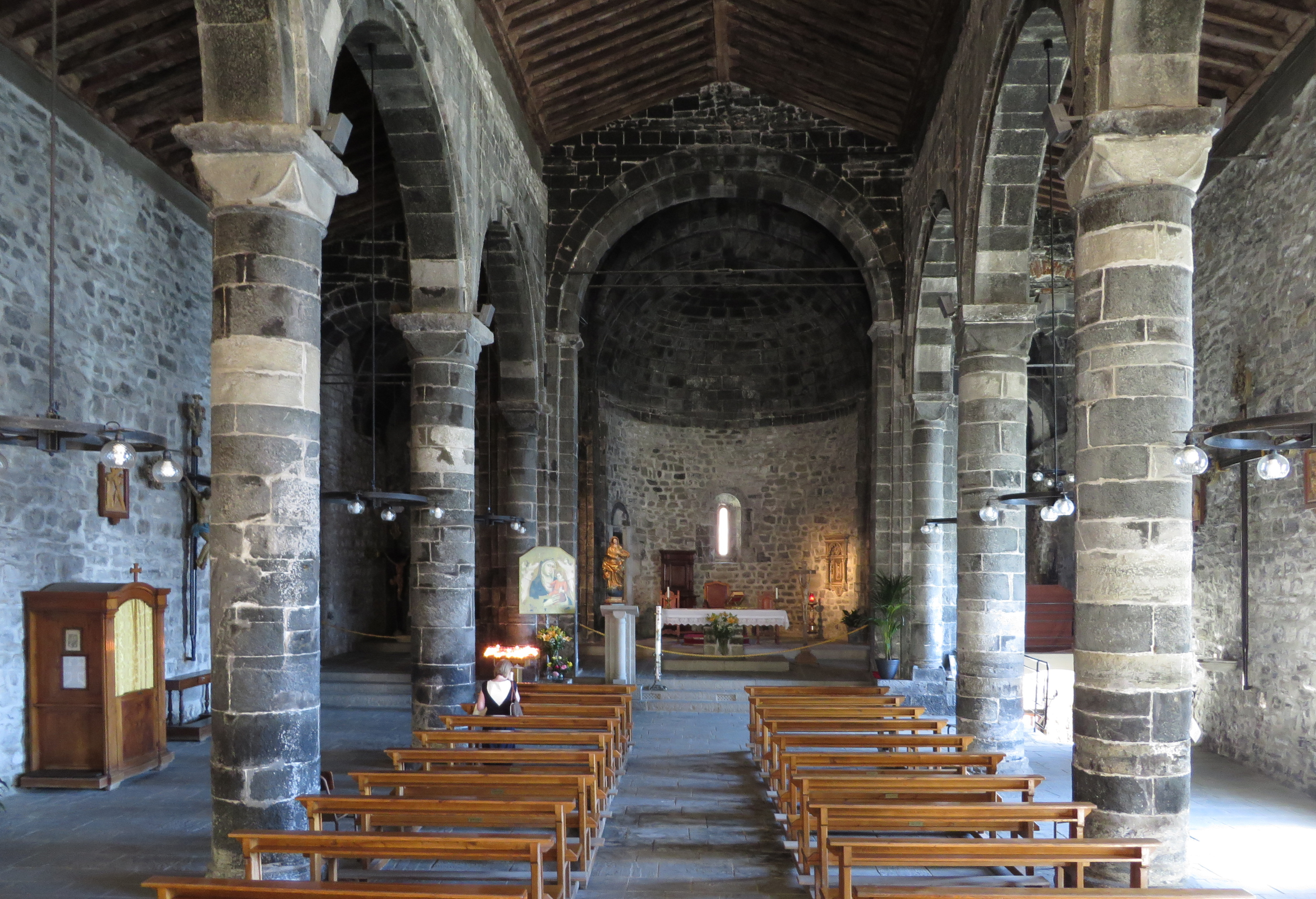
L'interno

Secondo alcune fonti un primo edificio religioso sorse, in stile romanico, già nell'XI secolo o nel XII secolo. La nuova chiesa venne ricostruita, sulle fondamenta della precedente, dai Magistri Antelami, verosimilmente già nel XIII secolo in quanto l'edificio è citato, per la prima volta, in un atto datato all'anno 1318.
Studi e rilievi effettuati ipotizzano che la chiesa originaria doveva avere una pianta in stile basilicale a tre navate con altrettanti absidi.
Tra il XVI e il XVII secolo l'edificio fu notevolmente ampliato, distruggendo tuttavia la medievale facciata e con la costruzione di due campate per navata ed un generale aumento dei volumi.

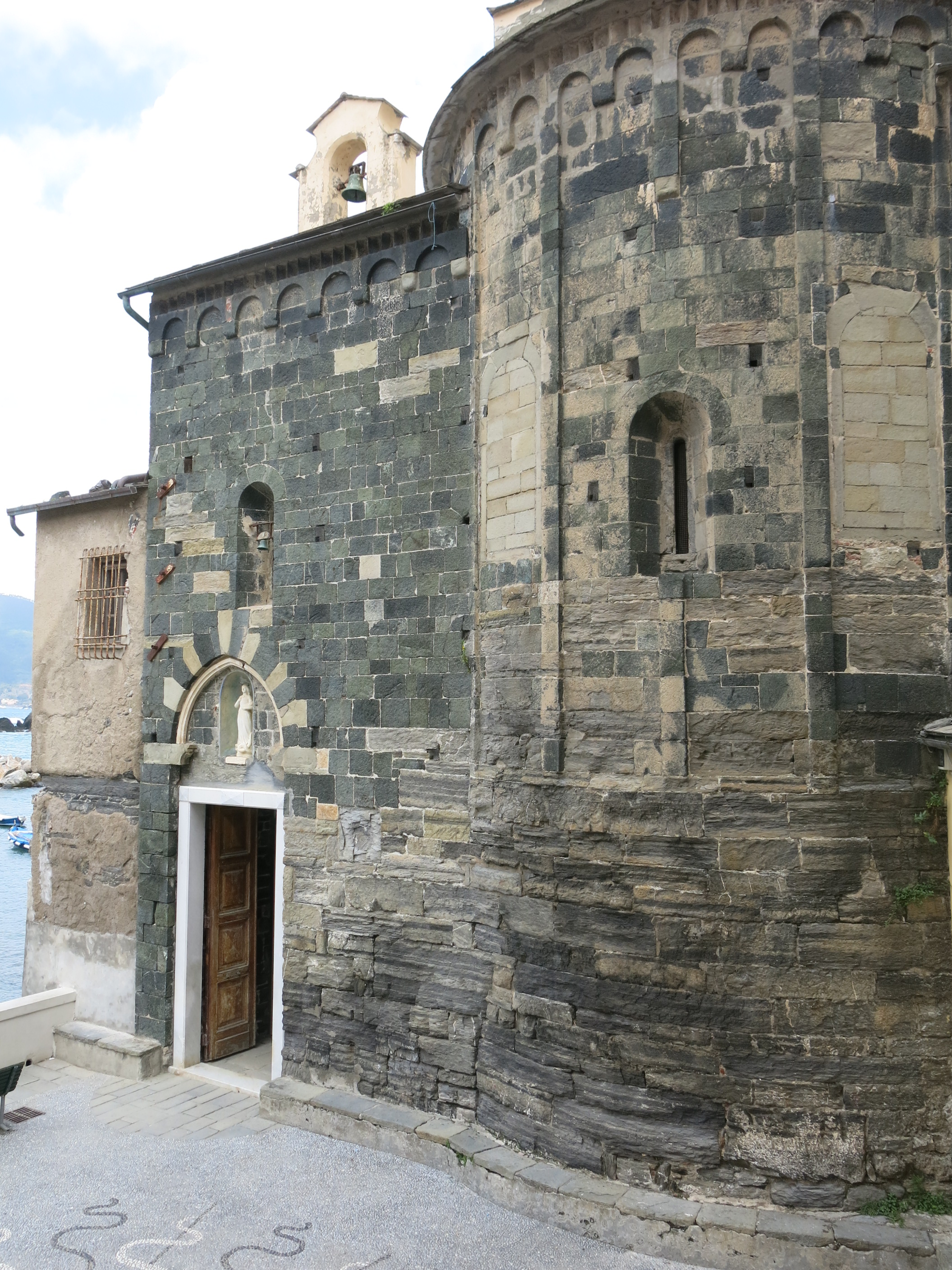
Abside

Nel XVIII secolo e nel 1750 la chiesa subì una nuova rivisitazione che coprì gli interni romanici con rivestimenti in stile barocco (gli originali interni della chiesa furono poi ripristinato con i restauri effettuati tra il 1964 e il 1970), a cui seguì la sostituzione della copertura lignea con delle volte e la sopraelevazione della torre campanaria; quest'ultima, ottagonale e alta 40 metri, poggia direttamente sui quattro pilastri del presbiterio.
L'accesso attuale alla chiesa, sulla piazza, è stato ricavato nella zona absidale nel corso di interventi effettuati nel XIX secolo.

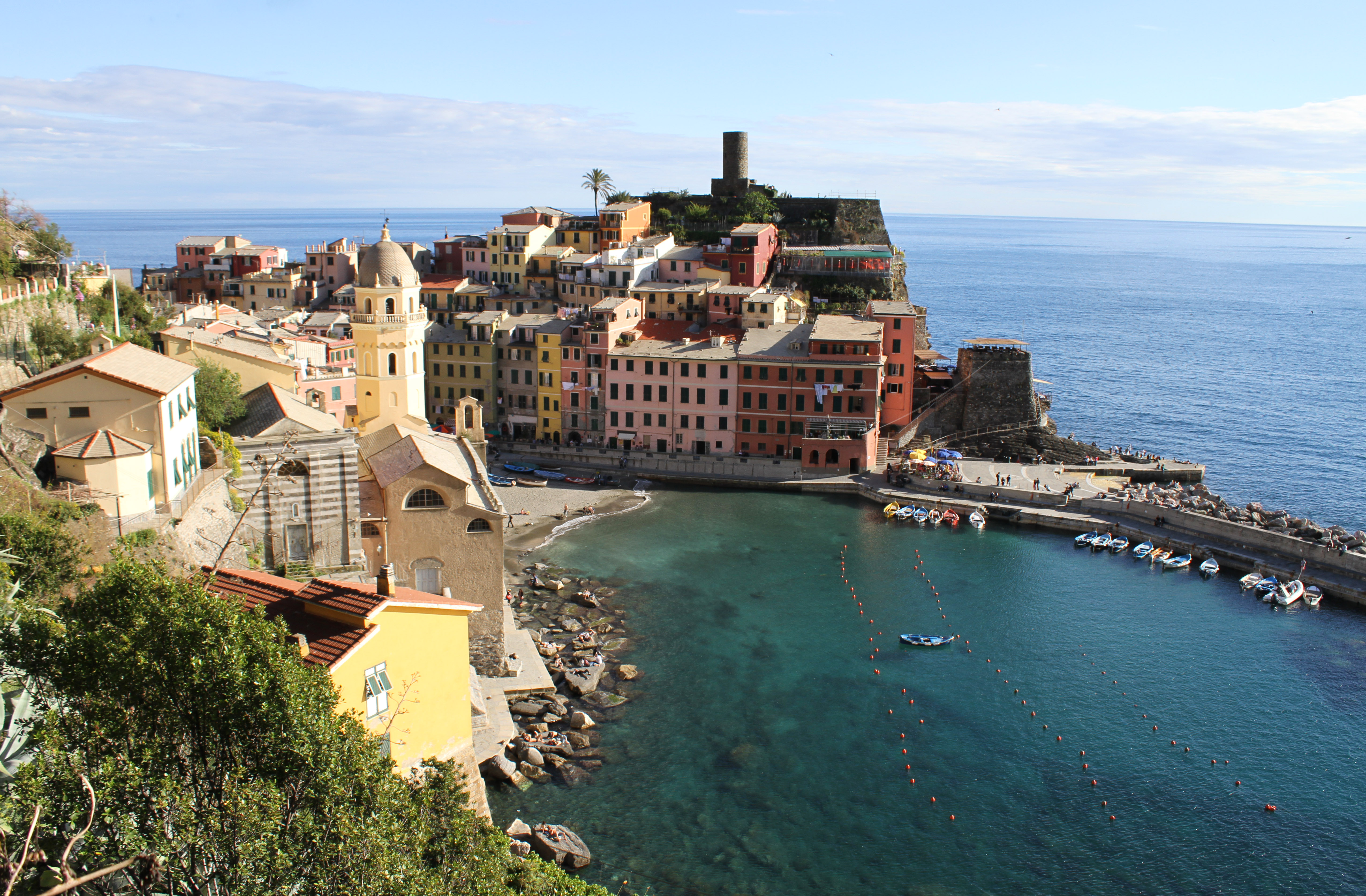
Altra visuale della parrocchiale e del borgo

All'interno della chiesa sono custodite due tele del XVII secolo, una cassa processionale e un crocifisso in legno attribuito allo scultore genovese Anton Maria Maragliano o comunque alla sua scuola.
La chiesa è inoltre dotata di un organo a due tastiere e trasmissione elettrica costruito dalla casa organaria Tamburini di Crema nel 1975.